# Cyathea godmanii
El helecho (Cyathea godmanii) es una especie de la familia de los helechos arborescentes (Cyatheaceae), dentro del orden Cyatheales en lo que comúnmente llamamos helechos. El nombre del género Cyathea se deriva del griego “kyatheon” (copa) por la forma de los esporangios. Se desconoce a quien esté dedicado el epíteto específico. En la NOM-059-SEMARNAT-2010, se menciona a la especie Cythaea valdecrenata y Trichipteris mexicana, estos dos nombres aparecen como sinónimos de Cythaea godmanii en la base de datos de TROPICOS y en la literatura de Mickel y Smith, 2004.

## Descripción
Es de tallos o troncos de hasta 10 m de altura; peciolo café obscuro, muricado, con pequeñas espinas de 1 mm o menos, densamente vestido con escamas pálidas, concoloras de 0,5 mm de ancho; láminas de entre 3 y 4 m de largo, tripinnadas-pinnatifidas, pinnmas, pinnas casi sésiles, pinnulas sésiles, marcadamente reducidas en la base de las pinnas; raquis y costa con pelos largos, finos, y laxos, así como también con escamas conspicuas, amplias y pálidas; soros restringidos a la base de las pinnulas (divisiones terciarias), indusio ausente, parafisos más largos que los esporangios.

## Distribución
Su distribución en México se limita a Chiapas, Guerrero y Oaxaca; se distribuye también en Guatemala, Honduras y Panamá.

## Hábitat terrestre
Planta terrestre que habita en bosques húmedos de montaña entre los 1.300 y 1.900 m s. n. m.

## Estado de conservación
Se encuentra listada en la NOM-059-SEMARNAT-2010 en la categoría de en Protección Especial (Pr). La Unión Internacional para la Conservación de la Naturaleza (UICN) aparece bajo la categoría de No Evaluada (NE). No se encuentra listada en Apéndices de la CITES (Convención sobre el Comercio Internacional de Especies Amenazadas de Fauna y Flora Silvestres).